# La Fontaine de cuivre
La Fontaine de cuivre est un tableau réalisé par le peintre français Jean Siméon Chardin en 1733-1734. Cette huile sur bois de format vertical est une nature morte qui représente une fontaine en cuivre, une louche et une cruche. Il s'agit d'une étude pour un tableau conservé au Nationalmuseum de Stockholm, en Suède, dans lequel une femme est figurée en train de prélever de l'eau à une fontaine similaire, dans un intérieur. Legs de Louis La Caze en 1869, l'œuvre fait partie des collections du musée du Louvre, à Paris.

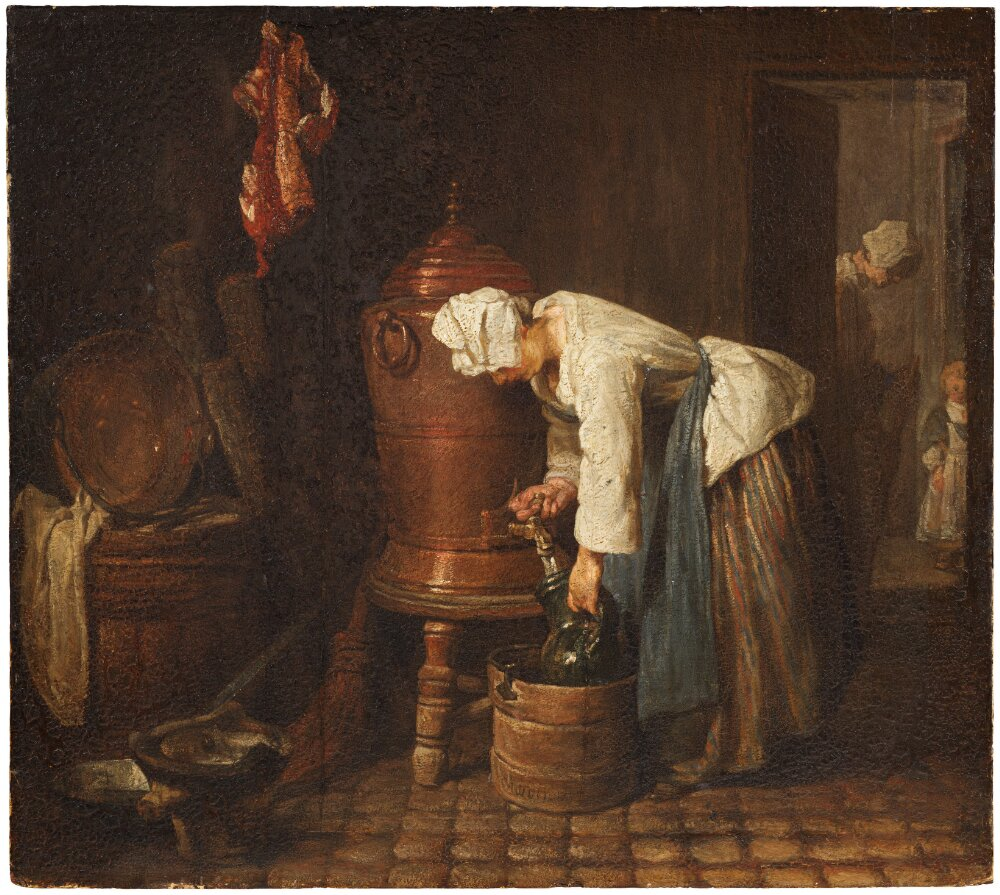
Une jeune fille tirant de l'eau à une fontaine, 1733-1735 – Nationalmuseum, Stockholm.